# Morad El Haddouti
Morad El Haddouti (Nimega, 9 maggio 1998) è un calciatore olandese, attaccante dello Sparta Nijkerk.

## Caratteristiche tecniche
È un'ala destra.

## Carriera
Ha iniziato a giocare a calcio nelle squadre locali del CSV Oranje Blauw e del VV Union prima di entrare nel settore giovanile del N.E.C. dove ha militato dal 2010 al 2019 fatta eccezione per la stagione 2014-2015 trascorsa al De Graafschap.
Il 18 gennaio 2019 ha esordito in prima squadra disputando l'incontro di Eerste Divisie pareggiato 1-1 contro il Telstar. Al termine della stagione è rimasto svincolato e successivamente ha firmato con l'RKC Waalwijk entrando a far parte della seconda squadra impegnata nella Reserve League. Sul finire della stagione 2019-2020 ha ricevuto alcune convocazioni con la prima squadra ed il 17 settembre 2020 ha esordito in Eredivisie disputando l'incontro casalingo perso 1-0 contro il Vitesse.

## Statistiche
Statistiche aggiornate al 2 ottobre 2020.

### Presenze e reti nei club
| Stagione        | Squadra         | Campionato      | Campionato | Campionato | Coppe nazionali | Coppe nazionali | Coppe nazionali | Coppe continentali | Coppe continentali | Coppe continentali | Altre coppe | Altre coppe | Altre coppe | Totale | Totale | Totale |
| Stagione        | Squadra         | Comp            | Pres       | Reti       | Comp            | Pres            | Reti            | Comp               | Pres               | Reti               | Comp        | Pres        | Reti        | Pres   | Reti   |        |
| --------------- | --------------- | --------------- | ---------- | ---------- | --------------- | --------------- | --------------- | ------------------ | ------------------ | ------------------ | ----------- | ----------- | ----------- | ------ | ------ | ------ |
| 2018-2019       | N.E.C.          | 1D              | 2          | 0          | CO              | 0               | 0               |                    | -                  | -                  |             | -           | -           | 2      | 0      |        |
| 2019-2020       | RKC Waalwijk    | ED              | 0          | 0          | CO              | 0               | 0               |                    | -                  | -                  |             | -           | -           | 0      | 0      |        |
| 2020-2021       | RKC Waalwijk    | ED              | 3          | 0          | CO              | 0               | 0               |                    | -                  | -                  |             | -           | -           | 3      | 0      |        |
| Totale carriera | Totale carriera | Totale carriera | 5          | 0          |                 | 0               | 0               |                    | -                  | -                  |             | -           | -           | 5      | 0      |        |